# Fkk-jugend
Die fkk-jugend e. V. ist ein eigenständiger Jugendverband und versteht sich als Interessenvertretung der Kinder und Jugendlichen bis einschließlich 27 Jahren in den Vereinen des Deutschen Verbands für Freikörperkultur (DFK), sowie Förderer der Jugend und des Naturismus in Deutschland. Der Verein ist per Vertrag aus dem Jahre 1977 das Jugendwerk des DFK, seit 1956 eingetragen im Vereinsregister Hannover und verfolgt gemeinnützige Zwecke.

## Aktivitäten
Der Verein organisiert jährlich insgesamt ca. 200 Veranstaltungen, wobei der Großteil regional durch die Landesverbände und Vereinsjugenden ausgetragen wird. Der Bundesverband der fkk-jugend e. V. versteht sich hierbei als Koordinator und Förderer. Auf Bundesebene gibt es jährlich stattfindende Sommer- und Winterfreizeiten, das wechseljährige Bundespfingstlager und fortlaufend Ausbildungsveranstaltungen zu Jugend- und Übungsleitern, Fortbildungen, Workshops und Seminare. Auch für internationale, naturistische Jugendbegegnungen ist die fkk-jugend e. V. Ausrichter und Veranstalter.
| Vorstände der fkk-jugend |
| ------------------------ |
|                          |

## Geschichte
1953 wurde die fkk-jugend – Bund der Lichtscharen unter Einfluss von Knud Ahlborn aus Klappholttal nördlich von Kampen auf Sylt gegründet und in die deutsche Jugendbewegung eingebunden. 1963 wurde in den Niederlanden unter dem Einfluss der fkk-jugend die JNFN gegründet und nimmt die fkk-jugend in Oktober unter Werner Loges auch am dritten Freideutschen Jugendtag teil, wo sie Gründungsmitglied des Rings junger Bünde (RJB) würde. 1963 wurde sie außerdem Mitglied der Deutschen Sportjugend (DSJ) als Verband mit besonderen Aufgaben (VmbA). Oktober 1988 nimmt sie unter Norbert Rieder am 75. Jahrestag des Freideutschen Jugendtages auf dem Hohen Meißner teil. Die 50-Jahr-Feier fand 2003 beim LB Karlsruhe im Rahmen eines Bundespfingstlagers statt. 2007 wurde mit Kerstin Siebenhaar und Stephanie Kogge zum ersten Mal in der Verbandsgeschichte eine weibliche Doppelspitze zum Vorstand gewählt. Unter Andreas (Andy) Fischer wurde 2013 zu Pfingsten die 60-Jahr-Feier beim BffL Hannover gefeiert aber im Oktober auf die Teilnahme an 100 Jahre Meißner verzichtet.

## Organisation und Struktur
Es gibt sieben Landesverbände (Nord, Berlin-Brandenburg, Niedersachsen-Bremen, Mitte, Nordrhein-Westfalen, Bayern und Südwest). Analog zur Organisationsstruktur des DFK beim Deutschen Olympischen Sportbund (DOSB) ist sie in die Strukturen der Deutschen Sportjugend eingebunden und arbeitet dort eng mit dieser zusammen. Dort ist sie als „Verband mit besonderen Aufgaben“ (VmbA) Mitglied.
Der Bundesvorstand wird alle zwei Jahre vom höchsten Organ, der Bundesversammlung, gewählt. Er besteht aus 5 Vorstandsmitgliedern (Bundesvorsitzenden, stellv. Bundesvorsitzenden, Bundesschatzmeister, Beisitzer des Bundes und dem Bundesjugendsprecher), die ersten drei sind gemäß BGB § 26 geschäftsführend. Eine fördernde Einzelmitgliedschaft ist mit jedem Alter möglich. Als Verbandsorgan bringt die fkk-jugend e. V. jährlich ihre Naturisten-Zeitschrift „aktuell“ heraus.
Auf internationaler Ebene ist der Verein in der Europäischen Naturistenjugend (ENY) vertreten, der europäischen Jugendorganisation der EuNat innerhalb der Internationalen Naturisten Föderation (INF) und beteiligt sich unter anderem an deren jährlichen INF-Frühjahrstreffen (INF – Youth Spring Rally) am Christi Himmelfahrtswochenende.